# Puntius setnai
Puntius setnai är en fiskart som beskrevs av Chhapgar och Sane 1992. Puntius setnai ingår i släktet Puntius och familjen karpfiskar. IUCN kategoriserar arten globalt som sårbar. Inga underarter finns listade i Catalogue of Life.